# Blackburneus minutissimus
Blackburneus minutissimus är en skalbaggsart som beskrevs av Schmidt 1908. Blackburneus minutissimus ingår i släktet Blackburneus och familjen Aphodiidae. Inga underarter finns listade.